# Styringomyia acanthobasis
Styringomyia acanthobasis är en tvåvingeart som beskrevs av Alexander 1962. Styringomyia acanthobasis ingår i släktet Styringomyia och familjen småharkrankar.
Artens utbredningsområde är Tanzania. Inga underarter finns listade i Catalogue of Life.